# Turma da Mônica: Lembranças
Turma da Mônica: Lembranças é um romance gráfico publicado em 2017 pela Panini Comics como parte do projeto Graphic MSP, que traz releituras dos personagens da Turma da Mônica sob a visão de artistas brasileiros dos mais variados estilos. Turma da Mônica: Lembranças é uma continuação de Turma da Mônica: Laços (2013) e Turma da Mônica: Lições (2015) e foi escrito e desenhados pelos irmãos Vitor e Lu Cafaggi.